# Swans (gravure)
Swans (ou White Swans, Black Swans — « cygnes blanc, cygnes noirs ») est une gravure sur bois de Maurits Cornelis Escher. Réalisée en février 1956, elle porte le numéro 408 dans ce qui est considéré comme le catalogue raisonné de son œuvre.

## Sujet
Les cygnes forment un circuit fermé de la forme d'un « 8 » couché ou encore du symbole mathématique signifiant infini « ∞ ».   

## Analyse
Le motif utilisé par Escher est un exemple de réflexion glissée et fait partie, avec de nombreuses œuvres de Regular Division of the Plane, des travaux mettant en exergue la potentielle tridimensionnalité apparente du plan par un effet de courbure.